# ذراع المقوام الأعلى (يهر)

تعديل مصدري - تعديل

ذراع المقوام الأعلى هي إحدى قرى عزلة يهر بمديرية يهر التابعة لمحافظة لحج، بلغ تعداد سكانها 56 نسمة حسب تعداد اليمن لعام 2004.